# L'Aleph
L'Aleph (in spagnolo: El Aleph) è una raccolta di racconti dello scrittore argentino Jorge Luis Borges, apparsi separatamente in precedenza su riviste argentine, pubblicata nel 1949. Nell'edizione del 1952 l'autore aggiunse quattro racconti alla collezione, con un poscritto; nel 1974 ha apportato una revisione al testo.
Ritroviamo in questo libro i temi prediletti da Borges: la metafisica, la morte e l'immortalità, i labirinti, l'infinito. Il titolo prende il nome dall'ultima storia presente nella raccolta, in cui uno dei protagonisti descrive Aleph come "il luogo dove si trovano, senza confondersi, tutti i luoghi della terra, visti da tutti gli angoli".

## Le storie
- L'immortale (El inmortal): la storia narra di Marco Flaminio Rufo, un tribuno militare romano che viene a sapere dell'esistenza, in Egitto, di una città popolata da uomini immortali e dotata di un fiume che, se attraversato, conferisce l'immortalità. Deciso a trovarla, affronta un faticoso viaggio nel deserto e incontra infine una tribù di selvaggi (da lui descritti con disprezzo) che vive ai margini di una città circondata da mura altissime e all'apparenza inaccessibile. Rufo riesce a trovare un'entrata alla città (un intricato labirinto sotterraneo) e ad entrarvi, solo per scoprire che la città è tanto intricata, labirintica e insensata quanto il percorso sotterraneo. Una volta uscito, Rufo scopre che i selvaggi che vivono fuori dalla città non sono altro che gli immortali (tra i quali vive anche il poeta Omero). Rufo riesce a diventare come loro e nel corso della sua vita assiste a numerosi eventi importanti della storia dell'umanità. Infine, nel 1921 scopre un altro fiume che attraversato lo rende di nuovo mortale. Accettata la sua condizione, Rufo dorme sonni tranquilli. Una postilla al racconto stravolge la nostra comprensione, dicendo che alcune delle azioni attribuite a Rufo sono in realtà state compiute da Omero e viceversa, e che forse i due sono la stessa persona.
- Il morto (El muerto): la storia si svolge intorno all'ultimo decennio dell'ottocento, tra Brasile, Argentina e Uruguay. Il protagonista è Benjamín Otálora, un ragazzotto di Buenos Aires che per una serie di vicende viene a contatto con il gaucho Azevedo Bandeira, e inizia a far parte della sua banda. In breve tempo, l'ambizioso Otálora inizia a disprezzare il suo capo e a meditare di rovesciare la sua autorità. Il piano sembra funzionare, finché l'argentino non scopre che l'unico motivo per cui Bandeira gli ha concesso tutto quello che ha ottenuto è che non lo considerava affatto un pericolo, anzi, per lui era già morto. Alla fine, il protagonista viene ucciso con un colpo di pistola da Suárez, il braccio destro di Bandeira.
- I teologi (Los teólogos): ambientato nel Medioevo, il racconto inizia con la devastazione, da parte degli Unni, della biblioteca di un monastero in un luogo non specificato (identificato solo con "sulle montagne" e "sulle rive del Danubio"). L'unico libro a salvarsi dalla furia del popolo guerriero è il dodicesimo della Città di Dio, dove si parla dell'idea platonica dell'infinita ripetizione dell'universo. Gli abitanti di quella regione con il tempo iniziano ad adottare la dottrina di quell'unico libro superstite, non sapendo che l'autore aveva esposto quella tesi solo per poi confutarla. A questo punto entra in gioco il protagonista, Aureliano, coadiutore di Aquileia. Aureliano, oltre che dalla lotta alle eresie, è tormentato dalla rivalità con un altro religioso, Giovanni di Pannonia. Una volta composta la sua orazione (basata soprattutto sullo scherno) contro i monotoni (così vengono chiamati gli eretici che professano la ripetizione infinita dell'universo), Aureliano viene a conoscenza di quella del rivale e la trova infinitamente più pertinente ed efficace. In seguito, ad essere scelto per parlamentare con i monotoni è proprio Giovanni di Pannonia. Il capo della setta viene arso sul rogo, ma la battaglia segreta di Aureliano contro Giovanni continua. Dalle regioni dell'Egitto o dell'Asia minore viene a nascere un'altra setta, i cui adepti sono chiamati istrioni, e credono che qualsiasi uomo abbia un doppio in cielo che fa l'esatto contrario di quello che fa l'uomo, pertanto si danno alla bestemmia, alla sodomia e ad altre atrocità. Nello scrivere un testo che li condanni, Aureliano ha difficoltà a trovare una frase ad effetto per riassumere le loro false credenze; dopo un po' gliene viene in mente una di venti parole (che non sono mai rivelate al lettore), ma subito dopo averle scritte si ricorda di averle lette su un testo del suo rivale, Giovanni di Pannonia. Indeciso sul cosa fare (modificare il testo equivaleva a farlo perdere di efficacia, indicare l'autore avrebbe denunciato un celeberrimo dottore cristiano come eretico, ignorare la paternità della frase sarebbe stato plagiare un uomo da lui odiato), Aureliano opta per l'attribuire la frase a un uomo dottissimo di questo secolo, che la disse per leggerezza. Il suo piano però non funziona e Giovanni viene riconosciuto, bollato come eretico e arso sul rogo. In seguito Aureliano si darà alla macchia e viaggerà per il mondo, per poi morire in un incendio come il suo rivale. La conclusione della storia si svolge in paradiso, dove Aureliano viene a scoprire che agli occhi di Dio, lui e Giovanni erano talmente simili da poter essere la stessa persona.
- Storia del guerriero e della prigioniera (Historia del guerrero y la cautiva): racconto di tono "realistico": ci sono date, 1872, personaggi reali "mio nonno Borges preposto alle frontiere N e W di Baires", la nonna di Borges di origine inglese; il guerriero è il longobardo Droctulft che giunge a Ravenna come conquistatore ma poi difende la città ammirando la sua civiltà considerandola superiore; la "prigioniera" è una "bionda india" che sfugge alla civiltà inglese e abbraccia il deserto. Entrambi "trascinati da un impulso più profondo della ragione, [impulso] di cui non avrebbero saputo dare ragione. Diritto e rovescio di una medaglia per Dio eguale".
- Biografia di Tadeo Isidoro Cruz (1829-1874) (Biografía de Tadeo Isidoro Cruz (1829-1874)): il breve racconto parla di un gaucho che, dopo essere stato catturato dalla polizia ed aver servito nell'esercito come punizione, una notte si trova con i suoi compagni a circondare un altro fuggitivo. Riconosciutosi in quell'uomo, getta l'uniforme e inizia a lottare al suo fianco. Viene poi rivelato che il fuggitivo è Martín Fierro, protagonista dell'omonimo poema epico di José Hernández (che effettivamente nel corso dell'opera si allea con un ex-gendarme di nome Cruz).
- Emma Zunz (Emma Zunz): ispirata a Cecilia Ingenieros, amica di Borges, danzatrice e coreografa, nonché allieva di Marta Graham, è storia della vendetta della figlia di un impresario di tessuti (Manuel Maier) contro un socio infedele (Aaron Loewethal) ucciso da Emma-Cecilia, simulata e mascherata dietro uno stupro (la ragazza si concede volontariamente a un marinaio svedese o finlandese, ma accusa il socio di averla stuprata, e compie così una vendetta, rimasta impunita).
- La casa di Asterione (La casa de Asterión): il protagonista, un uomo di nome Asterione, vive in una gigantesca e labirintica casa (della quale nega di essere prigioniero, nonostante non ne esca mai), dove tutto, corridoi, canali, stanze, cisterne, sembra ripetersi infinite volte. Le sole cose uniche nel suo mondo sono lui stesso e il sole nel cielo. Per passare il tempo corre per i corridoi, si sforza di dormire, o finge di mostrare la sua casa a qualcun altro. Gli è stato profetizzato che un giorno entrerà qualcuno in casa per liberarlo da questa vita. Il racconto finisce quando questa profezia si realizza: l'uomo è Teseo e Asterione è il Minotauro. All'inizio del racconto Borges cita il racconto L'immortale, il primo della stessa raccolta, quando Asterione afferma che la sua casa è unica al mondo, e mente chi dice che in Egitto ce ne sia una simile.
- L'altra morte (La otra muerte): si tratta della morte ambigua di un personaggio, Pedro Damiàn. L'autore compie un viaggio in cui scopre vari racconti su questo personaggio,  la cui morte è incerta e addirittura doppia. Solo al termine scopriamo che nella battaglia di Masoller, nel 1904, Damiàn si comportò da codardo e quindi dedicò il resto della vita a correggere questa vergognosa debolezza. Molti anni dopo, nel 1946, prese parte a un secondo conflitto a Entre Rìos dove invece morì con valore e coraggio.
- Deutsches Requiem (Deutsches réquiem): Un ex direttore di un campo di concentramento, di nome Otto Dietrich zur Linde, racconta la sua storia in prima persona, il giorno prima della sua morte. Ci racconta che non poté partecipare al conflitto come desiderava per una ferita alla gamba qualche giorno prima. Linde racconta così ciò che avveniva nel campo di concentramento del quale fu messo a capo, descrivendoci anche la figura di David Jerusalem (forse una metafora per indicare tutti gli ebrei morti durante l'Olocausto). Alla fine il protagonista ci rivela le sue considerazioni sul conflitto e sulla sua fine. Linde è felice che abbia trionfato la violenza, la stessa violenza esaltata dalla Germania nazista; per la sua natura di guerrafondaio è contento che non sia stata la pace a dominare ma che si sia raggiunta una vittoria grazie alla violenza sebbene praticata da altri paesi diversi dalla Germania.
- La ricerca di Averroè (La busca de Averroes)
- Lo Ẓāhir (El zahir): Lo zahir è una persona o un oggetto che ha il potere di creare un'ossessione in tutti coloro che la vedono, in modo che la persona colpita percepisca sempre meno realtà e sempre più zahir, dapprima solo mentre dorme, poi in ogni momento. Nella storia, una versione fittizia di Borges ottiene lo zahir come resto dopo aver pagato per un drink sotto forma di una moneta da 20 centesimi. Borges racconta quindi al lettore un treno di pensieri incentrato su monete famose nel corso della storia e della leggenda e sul fatto che la moneta simboleggia il nostro libero arbitrio, dal momento che può essere trasformata in qualsiasi cosa. Il giorno successivo, Borges decide di perdere la moneta. Va in un quartiere lontano di Buenos Aires e riesce a sbarazzarsi dello zahir, pagando per un altro drink. Lo scrittore non è però in grado di dimenticare la moneta, dalla quale diventa gradualmente più ossessionato. Prova a cercare una cura e, dopo alcune ricerche, trova un libro che spiega la storia dietro lo zahir, che in precedenza si era manifestato come una tigre, un astrolabio, il fondo di un pozzo e una vena in una colonna di marmo in una moschea. Secondo il mito, ogni cosa sulla terra ha la propensione ad essere uno zahir. Borges ci dice che presto non sarà più in grado di percepire la realtà esterna e dovrà essere vestito e nutrito; ma poi riflette che questo destino non lo preoccupa, dal momento che sarà ignaro di esso.
- La scrittura del dio (La escritura del Dios)
- Abenjacàn il Bojarí, ucciso nel suo labirinto (Abenjacán el Bojarí, muerto en su laberinto)[1]
- I due re e i due labirinti (Historia de los dos reyes y los dos laberintos)[1]
- L'attesa (La espera)[1]
- L'uomo sulla soglia (El hombre en el umbral)[1]
- L'Aleph (El Aleph)

Nell'edizione Universale Economica Feltrinelli n.334 e 8375, alla fine vi è un breve Epilogo dello stesso Borges datato 1949, con una Postilla del 1952 contenenti alcune informazioni riguardo ai racconti.

## Edizioni italiane
- L'Aleph, traduzione di Francesco Tentori Montalto, Milano, Feltrinelli, ottobre 1959,  p. 179, ISBN 978-88-07-80334-5.
- L'Aleph, traduzione di Francesco Tentori Montalto, a cura di Tommaso Scarano, Collana Biblioteca n.366, Milano, Adelphi, 1998,  p. 171, ISBN 978-88-459-1420-1.